# Arthur McCabe
Arthur John Michael "Mackker" McCabe (Tamworth, Nova Gal·les del Sud, 23 de juny de 1887 - Sydney, 30 de juliol de 1924) va ser un jugador de rugbi a 15 i rugbi a 13 australià que va competir amb la selecció d'Austràlia a començaments del segle xx.
El 1908 va ser seleccionat per jugar amb la selecció d'Austràlia de rugbi a 15 que va prendre part en els Jocs Olímpics de Londres, on guanyà la medalla d'or. Jugava com a mig d'obertura
Arthur McCabe morí d'un atac de cor a casa seva el 30 de juliol de 1924 El funeral fou molt concorregut, amb la presència de nombrosos excompanys de selecció. Fou enterrat al Cementiri de Rookwood el 31 de juliol de 1924.